# Cafè de Taraxacum

Arrels de la planta Taraxacum (dent de lleó) cada planta té una arrel mestra.

El cafè de Taraxacum ocafè de dent de lleó és una tisana i un substitut del cafè fet amb plantes del gènere Taraxacum (dents de lleó o pixallits). Les arrels torrades d'aquesta beguda tenen certa semblança amb les de l'autèntic cafè.

## Collita

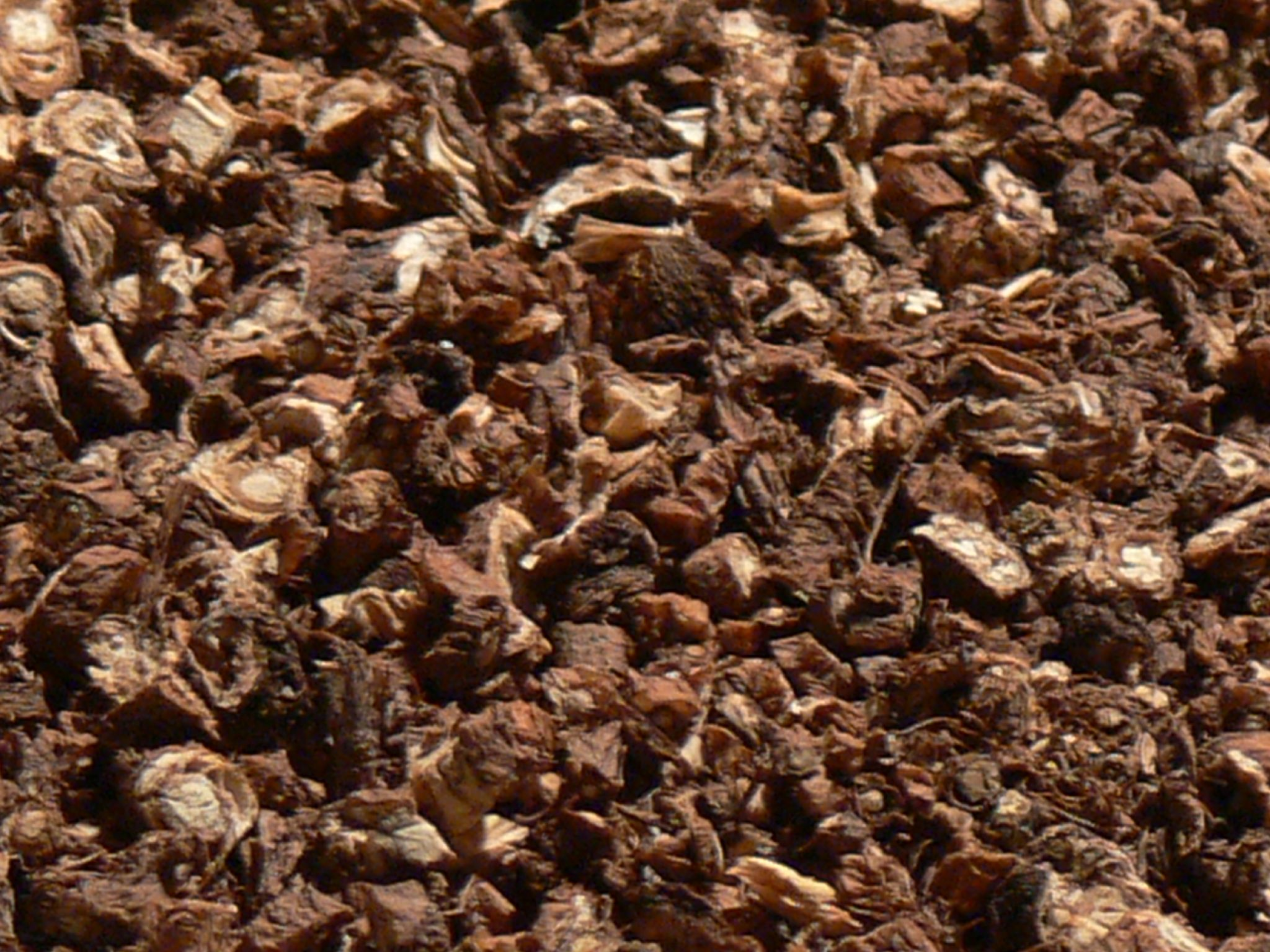
Arrel torrada de dent de lleó prparad per a fer-ne elsubstitut del cafè.

La collita de les arrels del dent de lleó requereix saber distingir entre les arrles de l'auèntic dent de lleó (diverses espècies del gènere Taraxacum) d'altres plantes silvestres que se li assemblen com les del gènere Crepis. Els autèntics dents de lleó tenen una roseta a nivell de terra amb les fulles profundament dentades i tiges buides. Les plantes grosses tenen una edat de 3 a 4 anys i les arrels mestres, que són les que es cullen, fan uns 13 mm de diàmetre.

## Preparació
Després de la collita les arrels s'assequen, es trituren i es torren. Es molen en grànuls que es bullen en aigua per a produir el cafè de Taraxacum.

## Beneficis
El cafè de Taraxacum, que no conté cafeïna, es diu que és bo pel fetge.
Un tònic amargant fet d'arrel de Taraxacum es considera laxant.
També s'estudia el cafè de Taraxacum contra el càncer.

## Química
El Taraxacum officinale sense torrarconté:
Lactona sequiterpènica
- Taraxacina[6] (un sesquiterpè guaianòlid)
- Glucòsid fenilpropanoide
- Taraxacòsid i
- Lactupircina

Carotenoides
- Luteïna
- Violaxantina

Cumarina
- Esculina
- Escopoletina

Flavonoides
- Apigenina-7-glucòsid
- Luteolina-7-glucòsid
- Isorhamnetina 3-glucòsid
- Luteolina-7-diglucòsid
- Quercetina-7-glucòsid
- Quercetina
- Luteolina
- Rutina i
- Chrysoeriol

Àcid fenòlic
- Àcid cafeic
- Àcid clorogènic
- Àcid cichòric (Àcid dicafeoiltartàric) i
- Àcid ρ-hidroxifenilacètic

Polisacàrids
- Glucans mannans i inulina (8).

Glucòsid cianogènic
- Prunasina

i altres compostos químics